# USS Mustin (DDG-89)
USS Mustin (DDG-89) — 39-й эскадренный миноносец из серии запланированных к 13 сентября 2002 г. 62 эсминцев УРО типа «Арли Бёрк», строительство которых было одобрено Конгрессом США. Назван в честь династииамериканских морских офицеров, включающей в том числе капитана Генри Мастина (1874—1923), вице-адмирала Ллойда Мастина (1911—1999), вице-адмирала Генри Мастина (1933—2016) и вице-адмирала Джона Мастина (род. 1967). Девиз корабля: «Always Be Bold».

## Боевая служба
В настоящее время эсминец  активно эксплуатируется в ходе дальних океанских походов и ежегодных учений ВМС США, а также в службе в Персидском заливе.